# Брус Браун
Брус Браун Млађи (енгл. Bruce Brown Jr.; Бостон, Масачусетс, 15. август 1996) амерички је кошаркаш. Игра на позицији бека или крила, а тренутно наступа за Денвер нагетсе.
Похађао је Универзитет у Мајамију од 2016. до 2018, где је играо кошарку за Мајами херикејнсе.
Освојио је НБА титулу са Денвер нагетсима у сезони 2022/23. и био један од најзаслужнијих за победу у финалној серији против Мајами хита. Након освајања титуле је у уговору имао опцију избора да остане у Денверу за 6,8 милиона долара, али ју је одбио и тиме постао слободан играч. Његови агенти су 30. јула 2023. потврдили спортским новинарима ESPN-а Адријану Воџнаровском и Малики Ендруз да је Браун са Индијана пејсерсима договорио уговор на две године за укупно 45 милиона долара. Прва година му је загарантована, док за другу годину одлучује тим. Због ситуације са селери кепом, Нагетси му нису могли понудити више од 7,8 милиона долара.

## Успеси

### Клупски
- Денвер нагетси:
  - НБА (1): 2022/23.

## Статистика

### НБА статистика

#### Регуларна сезона
| Сезона   | Екипа            | ОУ  | СУ  | МПУ  | ПШ%  | 3П%  | СБ%  | СПУ | АПУ | УПУ | БПУ | ППУ  |
| -------- | ---------------- | --- | --- | ---- | ---- | ---- | ---- | --- | --- | --- | --- | ---- |
| 2018/19. | Детроит пистонси | 74  | 56  | 19.6 | .398 | .258 | .750 | 2.5 | 1.2 | .5  | .5  | 4.3  |
| 2019/20. | Детроит пистонси | 56  | 43  | 28.2 | .443 | .344 | .739 | 4.7 | 4.0 | 1.1 | .5  | 8.9  |
| 2020/21. | Бруклин нетси    | 65  | 37  | 22.3 | .556 | .288 | .735 | 5.4 | 1.6 | .9  | .4  | 8.8  |
| 2021/22. | Бруклин нетси    | 72  | 45  | 24.6 | .506 | .404 | .758 | 4.8 | 2.1 | 1.1 | .7  | 9.0  |
| 2022/23. | Денвер нагетси   | 80  | 31  | 28.5 | .483 | .358 | .758 | 4.1 | 3.4 | 1.1 | .6  | 11.5 |
| Укупно   | Укупно           | 349 | 212 | 24.6 | .482 | .341 | .749 | 4.2 | 2.4 | .9  | .6  | 8.5  |

#### Плеј-ин
| Сезона | Екипа         | ОУ | СУ | МПУ  | ПШ%  | 3П%  | СБ% | СПУ | АПУ | УПУ | БПУ | ППУ  |
| ------ | ------------- | -- | -- | ---- | ---- | ---- | --- | --- | --- | --- | --- | ---- |
| 2022.  | Бруклин нетси | 1  | 1  | 40.4 | .421 | .333 | –   | 9.0 | 8.0 | 3.0 | .0  | 18.0 |
| Укупно | Укупно        | 1  | 1  | 40.4 | .421 | .333 | –   | 9.0 | 8.0 | 3.0 | .0  | 18.0 |

#### Плеј−оф
| Сезона | Екипа            | ОУ | СУ | МПУ  | ПШ%  | 3П%  | СБ%   | СПУ | АПУ | УПУ | БПУ | ППУ  |
| ------ | ---------------- | -- | -- | ---- | ---- | ---- | ----- | --- | --- | --- | --- | ---- |
| 2019.  | Детроит пистонси | 4  | 2  | 14.3 | .357 | .200 | 1.000 | 2.0 | .5  | .5  | .3  | 3.3  |
| 2021.  | Бруклин нетси    | 12 | 5  | 23.1 | .506 | .182 | .813  | 5.1 | 2.1 | .7  | .4  | 7.9  |
| 2022.  | Бруклин нетси    | 4  | 4  | 34.8 | .568 | .429 | .800  | 4.8 | 2.8 | 1.3 | .8  | 14.0 |
| 2023.  | Денвер нагетси   | 20 | 0  | 26.6 | .511 | .316 | .857  | 4.0 | 1.9 | 1.1 | .5  | 12.0 |
| Укупно | Укупно           | 40 | 11 | 25.1 | .510 | .310 | .844  | 4.2 | 1.9 | .9  | .5  | 10.1 |

### Колеџ
| Сезона   | Екипа             | ОУ | СУ | МПУ  | ПШ%  | 3П%  | СБ%  | СПУ | АПУ | УПУ | БПУ | ППУ  |
| -------- | ----------------- | -- | -- | ---- | ---- | ---- | ---- | --- | --- | --- | --- | ---- |
| 2016/17. | Мајами херикејнси | 33 | 29 | 31.9 | .459 | .347 | .744 | 5.6 | 3.2 | 1.5 | .5  | 11.8 |
| 2017/18. | Мајами херикејнси | 19 | 19 | 33.7 | .415 | .267 | .629 | 7.1 | 4.0 | 1.3 | .8  | 11.4 |
| Укупно   | Укупно            | 52 | 48 | 32.6 | .442 | .316 | .702 | 6.2 | 3.5 | 1.4 | .6  | 11.7 |